# The Maccabees
The Maccabees fue una banda de indie rock de origen inglés, fundada en Brighton, Inglaterra y originaria del sur de Londres. Lanzaron al mercado cuatro álbumes de estudio: Colour It In (2006), Wall of Arms (2009), Given to the Wild (2012) y "Marks to Prove It" (2015).

## Nombre
El nombre de la banda proviene de cuando los miembros buscaban palabras al azar en la Biblia. Pese al significado religioso del nombre, en una entrevista el cantante Orlando Weeks ha afirmado que ningún miembro es religioso. Las canciones incluyen a menudo temas ateos, especialmente la que dio título a su segundo álbum, Wall of Arms o la canción All In Your Rows del álbum Colour It In.

## Discografía

### Álbumes de estudio
- Colour It In (2007)
- Wall of Arms (2009)
- Given to the Wild (2012)
- Marks to Prove It (2015)

### EP
- You Make Noise, I Make Sandwiches (2004)
- Toothpaste Kisses (2007)

### Sencillos
| Año  | Título                              | Mejores posiciones | Álbum             |
| Año  | Título                              | R.U.               | Álbum             |
| ---- | ----------------------------------- | ------------------ | ----------------- |
| 2005 | «X-Ray»                             | 147                | Colour It In      |
| 2006 | «Latchmere»                         | —                  | Colour It In      |
| 2006 | «First Love»                        | 40                 | Colour It In      |
| 2007 | «About Your Dress»                  | 33                 | Colour It In      |
| 2007 | «Precious Time»                     | 49                 | Colour It In      |
| 2008 | «Toothpaste Kisses»                 | 70                 | Colour It In      |
| 2009 | «No Kind Words» (Descarga gratuita) | —                  | Wall Of Arms      |
| 2009 | «Love You Better»                   | 36                 | Wall Of Arms      |
| 2009 | «Can You Give It?»                  | 129                | Wall Of Arms      |
| 2009 | «Empty Vessels»                     | —                  | Wall Of Arms      |
| 2012 | «Pelican»                           | 75                 | Given to the Wild |
| 2012 | «Feel to Follow»                    | 188                | Given to the Wild |